# Kamó
Simón Arshaki Ter-Petrosián (en georgiano: სიმონ არშაკის ძე ტერ-პეტროსიანი, en ruso: Симон "Камо" Аршакович Тер-Петросян, en armenio: Սիմոն Արշակի Տեր-Պետրոսյան; Gori, Imperio Ruso, 27 de mayo de 1882-Tiflis, República Socialista Federativa Soviética de Transcaucasia, 14 de julio de 1922), más conocido por su alias Kamó, fue un revolucionario georgiano, viejo bolchevique y uno de los primeros compañeros del líder soviético Iósif Stalin. A la sombra de este, Kamo cometió todo tipo de crímenes que beneficiaron a los revolucionarios. Sin embargo, a su muerte, Stalin ocultó todo lo relacionado con él.
Kamó era un armenio de carácter bronco y despiadado, experto en disfraces y explosivos, así como también veterano de las expropiaciones, que perpetraba al frente de un grupo llamado La Banda.

## Biografía
De 1903 a 1912, Kamó llevó a cabo una serie de operaciones militantes en nombre de la facción bolchevique del Partido Obrero Socialdemócrata de Rusia, principalmente en Georgia, que entonces formaba parte del Imperio ruso. Se le conoce sobre todo por su papel central en atraco al banco de Tiflis de 1907, organizado por los líderes bolcheviques para recaudar fondos para las actividades de su partido. Por sus actividades militantes fue arrestado en Berlín en 1907 pero simuló estar loco tanto en las prisiones alemanas como en las rusas y finalmente escapó de la prisión y huyó del país. Fue recapturado en 1912 después de otro intento de robo a mano armada y fue condenado a muerte. La sentencia de muerte fue conmutada por cadena perpetua como parte de las celebraciones del Tercer centenario de la casa de los Romanov.
Kamó fue liberado tras la Revolución de Febrero. Murió en 1922 después de ser atropellado por un camión mientras andaba en bicicleta en Tiflis. Fue enterrado y se erigió un monumento en su honor en los jardines Pushkin, cerca de la plaza de Ereván, pero este monumento fue retirado más tarde durante el gobierno de Stalin, y los restos de Kamó se trasladaron a un lugar desconocido.
El nombre "Kamó" se originó por la falta de fluidez de Ter-Petrosian en el idioma ruso. Uno de los acólitos de Stalin enseñaba a Kamó la gramática rusa, Kamó seguía diciendo kamó en lugar de komú [a quién]. Stalin perdió los estribos y gritó (aunque luego se rio): '¡komú, no kamó! Trata de recordarlo, bicho [chaval]'.